# Gewobag

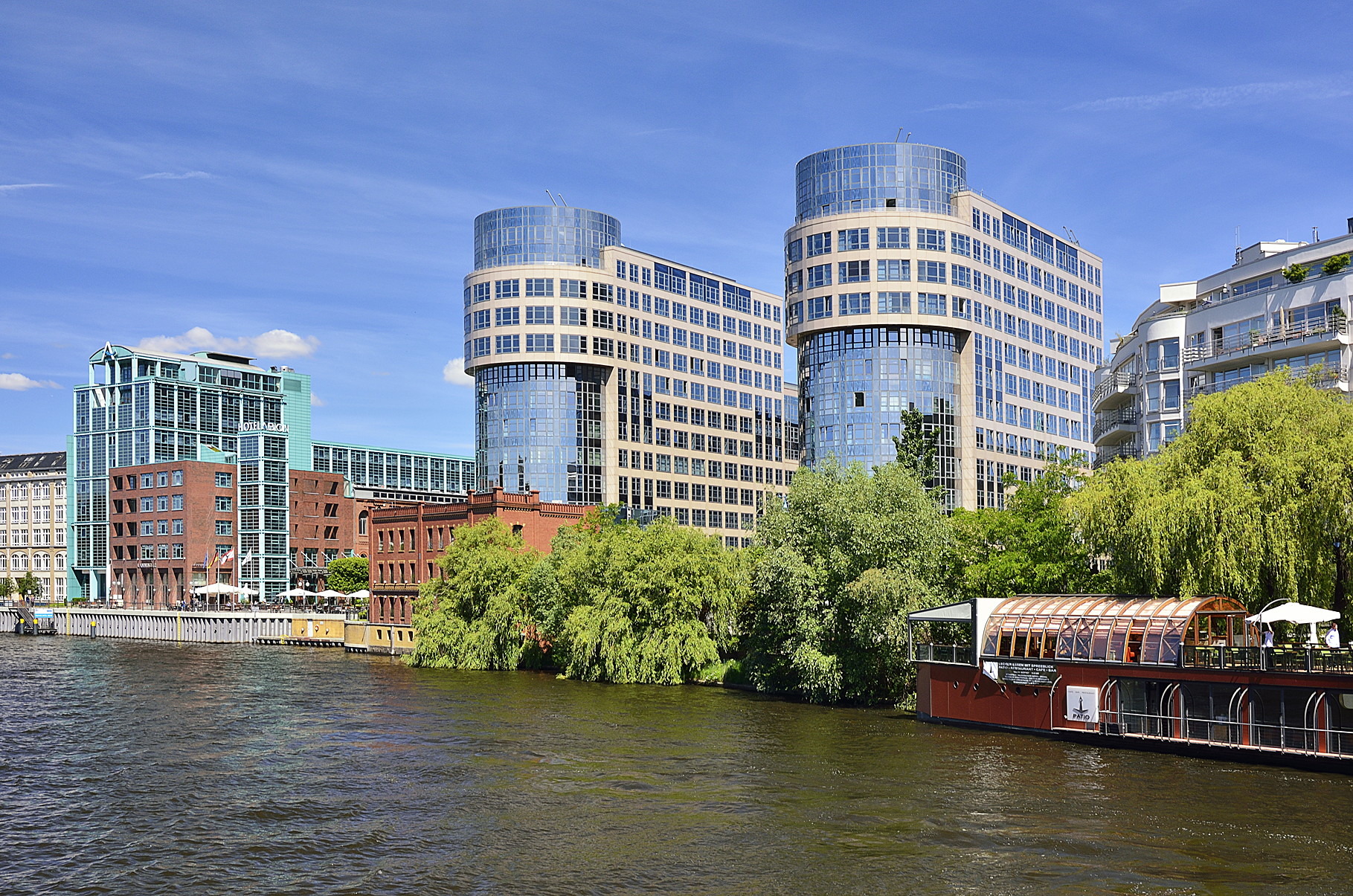
Zentrale der Gewobag im Spreebogenkomplex (rechts), gesehen von Holsteiner Ufer/Moabiter Brücke

Die Gewobag ist eines von derzeit sechs kommunalen Wohnungsunternehmen in Berlin. Zum Stichtag 31. Dezember 2024 bewirtschafteten 711 Mitarbeiterinnen und Mitarbeiter über 74.900 Wohnungen mit rund 130.000 Mieterinnen und Mietern. Der Bestand umfasst Wohngebäude aus allen Berliner Bauepochen von den Gründerjahren bis zur Gegenwart. Im Auftrag des Landes Berlin verfolgt die Gewobag das Unternehmensziel, bezahlbare Mietwohnungen für breite Bevölkerungsschichten zur Verfügung zu stellen und den kommunalen Wohnungsbestand zu vergrößern.

## Geschichte

### Von der Gründung 1919 bis zur Machtergreifung der Nationalsozialisten
Am 14. Mai 1919 wurde die Heimstätten AG Groß-Berlin (HEIMAG), die heutige Gewobag, als Tochtergesellschaft der Gagfah gegründet. Ausschließlicher Zweck des Unternehmens war „die Beschaffung gesunder Wohnungen zu angemessenen Preisen für minderbemittelte Familien und Einzelpersonen“. Ab 1920 errichtete die Heimag um den Heimstättenweg in Berlin-Steglitz eine Eigenheimsiedlung für Angestellte mit rund 100 Einfamilienhäusern in Typenbauweise. Von 1930 bis 1935 entstand zwischen Spandau und Siemensstadt die Reichsforschungssiedlung Haselhorst mit rund 3.500 Wohnungen für 12.000 Menschen.
Namhafte Architekten wie Bauhaus-Gründer Walter Gropius, Paul Mebes, Fred Forbat und Otto Bartning beteiligten sich an dem Projekt. Die HEIMAG fungierte zunächst als Bauträger im Auftrag des Vereins Reichsforschungsgesellschaft für Wirtschaftlichkeit im Bau- und Wohnungswesen
Am 19. Februar 1931 benannte sich die Gesellschaft in Gemeinnützige Wohnungsbau-AG Groß Berlin (Gewobag) um; die Gagfah zog sich vollständig aus dem Tochterunternehmen zurück. Eigentümer der Gewobag wurden zur Hälfte das Deutsche Reich und das Land Preußen. Als in den folgenden Monaten die Reichsforschungsgesellschaft aufgelöst wurde, übernahm die Gewobag das gesamte Projekt in Haselhorst und brachte den Bau bis 1935 in Eigenregie zum Abschluss. Zeitgleich errichtete sie in Hohenschönhausen die Flusspferdhofsiedlung mit 883 Wohnungen.

### In der NS-Zeit bis zum Ende des Zweiten Weltkriegs
Wie andere Wohnungsunternehmen wurde die Gewobag ab 1933 von den Nationalsozialisten gleichgeschaltet. Sozialdemokraten und Gewerkschafter in Vorstand und Aufsichtsrat wurden durch Nationalsozialisten ersetzt. Die Gewobag baute neue Siedlungen in der Nähe von Rüstungsbetrieben und verdoppelte ihren Bestand bis 1940 auf 7.658 Wohnungen. Während des Zweiten Weltkrieges waren auch Kriegsgefangene als Zwangsarbeiter auf Baustellen der Gewobag beschäftigt. Fünfzehn Prozent des Immobilienbestands der Gewobag wurden am Ende des Zweiten Weltkriegs ganz zerstört oder waren bei Kriegsende unbenutzbar. Auch fast alle Geschäftsunterlagen gingen verloren.

### Mai 1945 bis zum Mauerfall 1989
Die Alliierten haben mit dem Ende des Krieges das Unternehmen Gewobag beschlagnahmt und es erst 1949 an die Stadt Berlin übertragen, die seitdem Eigentümerin ist. Die Teilung Berlins führte im Jahr 1948 zum Verlust der Verfügungsgewalt der Gewobag über ihren gesamten Besitz im Ostsektor, darunter die Flusspferdhofsiedlung.
Die ersten Jahre nach dem Zweiten Weltkrieg waren geprägt vom Wiederaufbau der vorhandenen Wohnungsbestände bzw. deren Nutzbarmachung, insbesondere der Reichsforschungssiedlung, die bis 1952 vollständig wiederhergestellt werden konnte.
Das Erste Wohnungsbaugesetz (1950/51) der Bundesrepublik Deutschland und das Lastenausgleichsgesetz (1952), zugleich als wirksam für die drei Westsektoren erklärt, schufen eine neue Grundlage für die staatliche Förderung des Wohnungsbaus. Ab 1953 realisierte die Gewobag vor allem in Berlin-Spandau zahlreiche Neubauprojekte und vergrößerte ihren Bestand bis 1957 auf rund 10.000 Wohnungen. Im selben Jahr begannen die Bauarbeiten für neue Wohngebiete in Charlottenburg-Nord und Tegel-Süd. Von 1961 bis 1965 errichtete die Gewobag die Paul-Hertz-Siedlung in Charlottenburg.
Ab 1962 beauftragte der Berliner Senat die Gewobag mit Sanierungsvorhaben in der Innenstadt: Im Sanierungsgebiet Wassertorplatz in Kreuzberg und im Opernviertel in Charlottenburg entstanden großflächig Neubauten. Diese radikale Methode der Kahlschlagsanierung wurde in den 1970er und 1980er Jahren durch die „behutsame Stadterneuerung“ abgelöst: In Abstimmung mit den Bewohnern sanierte die Gewobag zahlreiche Gründerzeitbauten rund um den Chamissoplatz in Kreuzberg und den Klausenerplatz in Charlottenburg.

### Von der deutschen Wiedervereinigung 1990 bis 2014
Nach dem Fall der Berliner Mauer unterstützte die Gewobag fachlich (Bundesgesetzgebung, neue Strukturen) und personell die im Ostteil der Stadt vorhandenen Kommunalen Wohnungsverwaltungen. Im September 2000 übernahm sie die Geschäftsanteile der WIP Wohnungsbaugesellschaft Prenzlauer Berg und der WIR Wohnungsbaugesellschaft in Berlin (heute Gewobag PB und Gewobag WB). So entstand der Gewobag-Verbund.
Am 3. Januar 2007 wurde die Tochtergesellschaft Gewobag MB gegründet, zu deren Aufgaben die Entwicklung von Quartierskonzepten, die Einrichtung von Begegnungsorten (Kiezstuben) und die Mietschuldnerberatung gehört. In der seit 1995 unter Denkmalschutz stehenden Reichsforschungssiedlung Haselhorst stellte die Gewobag von 2003 bis 2013 das historische Erscheinungsbild wieder her und modernisierte mit einem Aufwand von 130 Millionen Euro 2.750 Wohnungen. 2014 eröffnete die Gewobag in Haselhorst eine im Stil der 1930er Jahre rekonstruierte Museumswohnung.
Als eine von sechs städtischen Wohnungsbaugesellschaften Berlins unterzeichnete die Gewobag 2012 das Bündnis für soziale Wohnungspolitik und bezahlbare Mieten. Ziel ist es, bezahlbaren Wohnraum für sozial schwächere Menschen in der Stadt zu schaffen und zu erhalten. Zur Förderung von Kunst und Kultur, Jugend- und Altenhilfe sowie dem Sport gründete die Gewobag 2013 die Stiftung Berliner Leben.

### Wachstumsstrategie seit 2014
Die Gewobag richtete sich 2014 strategisch neu aus und konzentrierte ihre Aktivitäten in einer neuen Unternehmenszentrale in Berlin-Moabit. Die Gewobag gab sich ein neues Corporate Design und einen neuen Slogan: „Gewobag – Die ganze Vielfalt Berlins“. Seit 2015 verfolgt das Unternehmen eine offensive Wachstumsstrategie. Bis 2026 will die Gewobag durch Neubau und Ankauf ihren Bestand an Mietwohnungen von 74.591 Einheiten (Stand: 31. Dezember 2022) auf 79.211 erhöhen. Bis 2035 soll die Zahl auf 81.900 Wohnungen wachsen. Zur Finanzierung ihrer Wachstumsstrategie emittierte die Gewobag im November 2017 ein Schuldscheindarlehen in Höhe von 300 Millionen Euro. Es war die größte Transaktion eines Immobilienunternehmens im deutschen Schuldscheinmarkt. 2019 sammelte die Gewobag mit zwei Schuldscheinen weitere 1,35 Milliarden Euro am Kapitalmarkt ein. Dies ermöglichte den Kauf eines Portfolios mit fast 6000 Wohnungen in Berlin-Spandau und Berlin-Reinickendorf im Herbst 2019. Es handelte sich um ehemals landeseigene Wohnungen aus dem Bestand der GSW, die 2004 privatisiert worden waren. Der Erwerb durch die Gewobag für 920 Millionen Euro war der größte Re-Kommunalisierungsankauf in der Geschichte Berlins.
Prominente Ankäufe waren das Zentrum Kreuzberg mit rund 300 Sozialwohnungen am U-Bahnhof Kottbusser Tor, das die Gewobag im April 2017 für 56,5 Millionen Euro erwarb und das Pallasseum mit 514 Wohnungen. Im September 2017 übernahm die Gewobag 122 schlüsselfertige Wohnungen im neuen Quartier Wohnen am Mauerpark. 2019 und 2020 erwarb die Gewobag insgesamt 730 Mietwohnungen in denkmalgeschützten Baublöcken aus den 1950er Jahren an der Karl-Marx-Allee, der ehemaligen Stalinallee.
Im Rahmen seiner Smart-City-Strategie erprobt das Unternehmen Ansätze zur Schaffung einer zukunftsfähigen, nachhaltigen Infrastruktur für die Stadt von morgen. Seit 2019 kooperiert die Gewobag mit der BVG und eröffnete einen ersten gemeinsamen Mobility Hub an der Prinzenstraße. Seit 2020 stellt das Unternehmen im Rahmen eines Car-Sharing-Projekts seinen Mieterinnen und Mietern Elektrofahrzeuge bereit. Investiert wurde auch in 500 Ladestationen für Elektroautos. Mit der im Juni 2021 gegründeten Tochtergesellschaft Gewobag ID beteiligt sich das Unternehmen an innovativen Start-Ups in Berlin und treibt die Entwicklung neuer digitaler Dienstleistungen und Produkte voran. Diesem Ziel dient auch die Auslobung eines Innovationspreises.
Modellprojekte für ein zukunftsfähige Quartiersentwicklung sind die Modernisierung von 736 Wohnungen im Wohnpark Mariendorf sowie das Neubaugebiet Waterkant Berlin in Berlin-Spandau, für das am 5. September 2018 der Grundstein gelegt wurde. Ein eigenes Quartiersnetz zur Wärmeversorgung beliefert die Mieterinnen und Mieter mit Niedertemperatur-Fernwärme, die künftig zum Teil aus Flusswasserwärme erzeugt werden soll. Im Zentrum des Quartiers ist ein Mobility Hub vorgesehen, der neben einer großen Quartiergarage auch Flächen für Car- und Bike-Sharing sowie Ladestationen für E-Mobility bereitstellt und verschiedene Verkehrsarten verzahnt. 2020 wurden die ersten 362 Wohnungen im Neubaugebiet Waterkant bezogen, bis Frühjahr 2023 werden 58 weitere Wohnungen in einem 16-geschossigen Hochhaus fertiggestellt; insgesamt sollen in dem Wohnquartier bis 2026 rund 2500 Wohnungen entstehen.
Im Januar 2020 stellte die Europäische Investitionsbank (EIB) der Gewobag im Rahmen einer Kooperation einen Kredit in Höhe von 240 Millionen € zur Verfügung, um bis 2023 den Bau von 2.000 Wohneinheiten zu fördern. Im Juni 2021 nahm das Unternehmen zudem eine Anleihe („Social Bond“) in Höhe von 500 Mio. € am Kapitalmarkt auf. Im Geschäftsjahr 2024 stellte das Unternehmen rund 1000 Wohnungen fertig.
Große Neubauprojekte neben der Waterkant sind der Bau von 211 Wohnungen auf der „Schöneberger Linse“ und von fast 1500 Wohnungen in Modulbauweise an der Landsberger Allee. Am 11. Januar 2023 wurde an der Allee der Kosmonauten der Grundstein für ein Wohnhochhaus mit 15 Geschossen und 450 Wohnungen gelegt. In Siemensstadt entsteht seit 2024 das Neue Gartenfeld, ein Neubaugebiet mit 1100 bezahlbaren Wohnungen. In den Buckower Höfen sollen bis 2028 zusätzlich zur Modernisierung von 994 Bestandswohnungen weitere 255 Wohnungen durch Aufstockung geschaffen werden.

### Soziales, ökologisches und kulturelles Engagement
2015 stellte die Gewobag ein „Wohn!Aktiv“-Haus mit 150 Wohnungen und Gemeinschaftsräumen für Senioren bereit, um dort neue Formen altersgerechten und selbstbestimmten Zusammenwohnens zu ermöglichen. Ein weiteres Haus dieser Art feierte Ende 2024 Richtfest am Eiserfelder Ring. In drei sogenannten „offenen Familienwohnungen“ finden Kinder zwischen sechs und zwölf Jahren einen behüteten Ort für ihre Freizeit. Anfang 2017 stellte die Gewobag eine erste Gemeinschaftsunterkunft für 230 geflüchtete und asylsuchende Menschen in modularer Bauweise in der Bernauer Straße 138A in Berlin-Tegel fertig. Eine weitere Unterkunft für 320 Menschen an der Spandauer Freudstraße übergab das Unternehmen im Juli 2017 an das Landesamt für Flüchtlingsangelegenheiten, ein drittes Neubauprojekt für 274 Geflüchtete an der Spandauer Rauchstraße wurde im November 2021 bezogen.
Ein Pilotprojekt für zukünftige Quartiers- und Stadtentwicklung ist auch die Ertüchtigung des ehemaligen Verlagshauses des S. Fischer Verlages in der Bülowstraße 90 in Berlin-Schöneberg. Im September 2017 eröffnete in der nahen Bülowstraße 7 das Museum for Urban Contemporary Art des Streetart-Netzwerks Urban Nation, ein Projekt der Stiftung Berliner Leben. Zum 100. Geburtstag des Unternehmens am 14. Mai 2019 veröffentlichte die Gewobag eine ausführliche Unternehmenschronik im Internet und erstmals einen Nachhaltigkeitsbericht.
Die Gewobag beteiligte sich als Gründungsmitglied an der Initiative Wohnen.2050 mit dem Ziel, bis 2050 ihren gesamten Immobilienbestand klimaneutral zu gestalten. Dazu gehören zwei Millionen Quadratmeter Grünflächen mit rund 25.000 Bäumen. Gemeinsam mit der Stiftung Naturschutz Berlin startete im Mai 2022 das Pilotprojekt „Städtisch Grün“, um dieses Potential ökologisch aufzuwerten.
Die internationale Ratingagentur Sustainalytics platzierte die Gewobag im Juni 2024 im Hinblick auf Nachhaltigkeit unter den besten 2 Prozent von über 1000 bewerteten Immobilienunternehmen. Die Gewobag hat den Deutschen Corporate Governance Kodex (DCGK) in der von der Senatsverwaltung für Finanzen herausgegebenen Fassung in die Satzung und die Geschäftsordnungen des Aufsichtsrates und des Vorstandes aufgenommen.

### Geschäftsergebnis und Mietenentwicklung
Insgesamt hat der Konzern im Geschäftsjahr 2024 ein Jahresergebnis von 28,0 Mio. € (Vorjahr: −53,7 Mio. €) erwirtschaftet. Sowohl beim Neubau als auch bei der Vermietung von Wohnungen orientiert sich der Gewobag-Konzern an einer seit 2024 geltenden Kooperationsvereinbarung mit dem Berliner Senat. Sie sieht vor, dass die Bestandsmieten konzernweit im frei finanzierten Bestand um nicht mehr als durchschnittlich 2,9 Prozent jährlich steigen und maximal 6 Prozent der umlagefähigen Modernisierungskosten an die Mieterinnen und Mieter weiterzureichen sind. Sollte die Miete durch die genannten Mieterhöhungen über 27 Prozent des Haushaltsnettoeinkommens einer Mieterin oder eines Mieters betragen, wird sie auf Antrag des Mieters bzw. der Mieterin auf dieser Höhe gekappt.
2024 wurden rund 70 Prozent aller neu zu vermietenden Wohnungen an WBS-Berechtigte (WBS = Wohnberechtigungsschein) vermietet, 29,85 Prozent davon gehören zu den besonderen Bedarfsgruppen (z. B. Geflüchtete). Seit 2017 müssen zudem 50 Prozent der Neubauwohnungen als preisgebundene Wohnungen errichtet werden. Hier hat der Gewobag-Konzern bei den 2024 fertiggestellten Projekten eine bereinigte Quote von 50 Prozent erreicht. Per Stichtag 31. Dezember 2024 lag die Wohnungsmiete durchschnittlich bei 6,79 € je Quadratmeter (31. Dezember 2023: 6,46 € je Quadratmeter).
Mit einem ganzen Maßnahmenbündel versucht die Gewobag, stärker auf die Wünsche der Mieterinnen und Mieter einzugehen. Für einen verbesserte Service hat die Gewobag AG im Oktober 2024 die HausWart Plus Servicegesellschaft mbH als hundertprozentige Tochter gegründet. Mit eigenem Personal übernimmt die Gesellschaft ab dem 1. Juli 2025 die Betreuung von knapp 15.000 Wohnungen in ausgewählten Quartieren des Gewobag-Bestands, perspektivisch sollen die Leistungen auf den Gesamtbestand des Gewobag-Konzerns ausgeweitet werden. Für die verbesserte Weiterbildung der Beschäftigten wurde 2024 eine interne Gewobag-Akademie ins Leben gerufen.

## Realisierte Bauten (Auswahl)
Das bekannteste Objekt im Portfolio der Gewobag ist der bewohnte Wasserturm in Prenzlauer Berg, den die Gewobag im Jahr 2000 sanieren ließ.  – Weitere bekannte Ensembles und Bauten:
- 1920–1935: Reichsforschungssiedlung Haselhorst in Spandau
- 1932–1934: Flusspferdhofsiedlung in Lichtenberg, Ortsteil Alt-Hohenschönhausen
- 1961–1964: Paul-Hertz-Siedlung in Charlottenburg
- 1969–1971: Wohnhochhaus Zabel-Krüger-Damm in der Schwarzwaldsiedlung in Reinickendorf
- 1974–1977: Pallasseum in Schöneberg
- Chamissokiez in Kreuzberg
- Mehringplatz in Kreuzberg
- 1960er und 1970er Jahre: Klausenerplatz in Charlottenburg
- Großsiedlung Falkenhagener Feld in Spandau
- Heerstraße Nord in Spandau
- Zentrum Kreuzberg in Kreuzberg
- 1991–1995: Karl-Marx-Allee, Blöcke C-Süd, C-Nord, D-Nord und F-Nord in Friedrichshain
- Wohnpalast am Ostseeplatz in Prenzlauer Berg
- 1995–1999: Ergänzungsbauten im Ernst-Thälmann-Park in Prenzlauer Berg

## Unternehmensstruktur
Zur Unternehmensgruppe gehören die Gewobag Wohnungsbau-Aktiengesellschaft Berlin als Konzernmutter und folgende Tochterunternehmen (Stand Ende 2021):
- Gewobag WB Wohnen in Berlin GmbH
- Gewobag PB Wohnen in Prenzlauer Berg GmbH
- Gewobag EB Entwicklungs- und Baubetreuungsgesellschaft GmbH
- Gewobag KA GmbH & Co.
- Gewobag ED Energie- und Dienstleistungsgesellschaft mbH
- Gewobag MB Mieterberatungsgesellschaft mbH
- Gewobag VB Vermögensverwaltungs- und Betriebsgesellschaft GmbH (in Abwicklung)
- Gewobag ID Gesellschaft für Innovation, Digitalisierung und Geschäftsfeldentwicklung mbH[45]
- Treuconsult Immobilien GmbH
- HausWart Plus Servicegesellschaft mbH